# Jurij Rovan
Jure (Jurij) Rovan, slovenski atlet, * 23. januar 1975, Brežice.
Rovan je za Slovenijo nastopil v skoku s palico na Poletnih olimpijskih igrah 2004 v Atenah ter na Poletnih olimpijskih igrah 2008 v Pekingu.
V Atenah je bil v kvalifikacijah 25., v Pekingu pa 31.
Osebni rekord, ki je hkrati tudi državni rekord Slovenije je s 5,61 m, postavil julija 2004 v Zagrebu.

## Dosežki
28. mesto, svetovno prvenstvo v atletiki Berlin 2009
31. mesto, olimpijske igre Peking 2008
19. mesto, svetovno prvenstvo v atletiki Helsinki 2005
25. mesto, olimpijske igre Atene 2004
8.mesto, svetovno starejše mladinsko prvenstvo v atletiki Lizbona 1994	

## Najboljši rezultati sezone
| Sezona | Rezultat | Kraj                  | Datum                  |
| ------ | -------- | --------------------- | ---------------------- |
| 2010   | 5.50 m   | Barcelona, Ingolstadt | 29.07.2010, 03.07.2010 |
| 2009   | 5.55 m   | Maribor               | 01.08.2009             |
| 2008   | 5.55 m   | Dakar, Velenje        | 17.05.2008, 26.06.2008 |
| 2007   | 5.60 m   | New Orleans           | 26.08.2007             |
| 2006   | 5.50 m   | Novo Mesto            | 23.07.2006, 12.07.2006 |
| 2005   | 5.35 m   | Forte-de-France       | 30.04.2005             |
| 2004   | 5.61 m   | Zagreb                | 08.07.2004             |
| 2003   | 5.31 m   | Fribourg              | 23.08.2003             |
| 2002   | 5.55 m   | Brežice               | 03.07.2002             |
| 1998   | 5.55 m   | Milano, Trst          | 08.09.1998, 15.07.1998 |
| 1995   | 5.35 m   | Padova                | 17.07.1995             |
| 1994   | 5.10 m   | Lizbona               | 22.07.1994             |